# Theotókos
Theotókos är en ort i Grekland.   Den ligger i prefekturen Trikala och regionen Thessalien, i den centrala delen av landet, 270 km nordväst om huvudstaden Aten. Theotókos ligger 640 meter över havet och antalet invånare är 373.
Terrängen runt Theotókos är lite kuperad. Runt Theotókos är det ganska glesbefolkat, med 36 invånare per kvadratkilometer. Närmaste större samhälle är Kalampáka, 16,2 km söder om Theotókos. Omgivningarna runt Theotókos är en mosaik av jordbruksmark och naturlig växtlighet.